# Alexandra Tolstoï
La comtesse Alexandra (Sasha) Lvovna Tolstoï (russe : Александра Львовна Толстая ; 18 juin 1884 – 26 septembre 1979) était la plus jeune fille et la secrétaire du célèbre romancier russe Léon Tolstoï.

## Biographie
Alexandra Tolstoï née à Iasnaïa Poliana dans le Gouvernement de Toula en 1884, cadette des enfants de Léon et Sophie Tolstoï.
Au début de la Première Guerre mondiale, elle est diplômée en soins infirmiers et se porte volontaire pour servir sur le front russe lors de la campagne du Caucase. Pour son service dans l'armée, elle reçoit la médaille de Saint-Georges de 3e et 4e classe.
En 1920, elle est arrêtée par les Bolcheviks durant la Guerre civile russe pour avoir créé un centre de réunion dans son appartement. Elle se défend, disant qu'elle n'a fait qu'installer un samovar pour ses visiteurs. Le poète Alexander Chirjakov y fait référence dans l'un de ses poèmes : « Éteignez votre fièvre civique dans un pays où une fille audacieuse fut plongée dans un cachot étroit pour avoir sorti un samovar »
Elle est condamnée à trois ans d'emprisonnement dans le monastère Novospasski à Moscou mais, grâce aux pétitions des habitants de Iasnaïa Poliana elle est libérée en 1921 et devient directrice du musée Tolstoï .
En 1924, elle est accusée dans la presse de mal gérer les affaires du musée, ce qui la pousse à quitter l'URSS en 1929, d'abord pour le Japon, avant de s'installer aux États-Unis, où elle crée la Tolstoy Foundation (en)  (fondation Tolstoï) pour venir en aide aux réfugiés soviétiques. Elle devient citoyenne américaine en 1941. Dans les années suivantes, grâce à sa fondation, elle aide de nombreux soviétiques à immigrer aux États-Unis, notamment Vladimir Nabokov.
À partir de 1952, elle dirige le conseil d'administration de la Chekhov Publishing House of the East European Fund fondée à New York,.
En 1956, lors de la répression par les soviétiques de l'Insurrection de Budapest, elle prononce un discours lors d'un rassemblement de soutien aux Hongrois, depuis le Madison Square Garden, dans lequel elle dénonce la décision des autorités russes.
Elle meurt le 26 septembre 1979 à Valley Cottage (État de New York) à l'âge de 95 ans.